# Луи XIV
Луи XIV (на френски: Louis XIV), наричан Велики (Le Grand), а също Кралят Слънце (le Roi Soleil), e крал на Франция и Навара от 1643 до смъртта му през 1715 година.
Роден е на 5 септември 1638 в Сен Жермен ан Ле. Управлението му започва, когато той е едва четиригодишен и продължава седемдесет и две години, три месеца и осемнадесет дни, което го прави най-дългото документирано управление на световен владетел. Луи XIV започва да управлява лично едва през 1661 г., когато умира неговият пръв министър кардинал Джулио Мазарини. Привърженик на теорията за божественото право на монарха, според която кралската власт има божествен произход и е независима от светски ограничения, Луи продължава усилията на предшествениците си за централизиране на държавата. Той се стреми да премахне остатъците от феодализма, оцелели в някои части на Франция, заставяйки аристокрацията да живее в неговия бляскав Версайски дворец. Тази политика успява да усмири благородниците, много от които участват във въстанието Фронда, избухнало в началото на неговото управление. Именно по негово време Франция става Абсолютна монархия и след смъртта му благородниците, министрите и духовенството започват да си връщат загубената власт.
През по-голямата част от управлението му Франция е водещата европейска сила, като участва в три големи войни (Холандската война, Деветгодишната война и Войната за испанското наследство) и в два по-малки конфликта (Деволюционната война и Войната с Испания от 1683 г.). Кралят насърчава и покровителства видни политически, военни и културни дейци като кардинал Мазарини, Жан-Батист Колбер, Анри дьо Тюрен, Себастиан дьо Вобан, Жан-Батист Молиер, Жан Расин, Жан дьо Лафонтен, Жан-Батист Люли, Луи Льо Во, Андре Льо Нотър.
След смъртта му на 1 септември 1715 във Версай, няколко дни преди да навърши 77 години, Луи XIV е наследен от петгодишния си правнук, който става крал Луи XV.

## Произход и ранни години
Луи се ражда на 5 септември 1638 г. в замъка Сен Жермен ан Ле в семейството на Луи ХІІІ и неговата съпруга, испанката Анна Австрийска. Той е отдавна чакано дете на родители, които не са близки. Радостта от появата на престолонаследник (дофин) ги кара да го нарекат Louis Dieudonné (тоест Луи, даден от Бога). Шест дни парижани танцуват по улиците, гърмят с мускети и топове, за да споделят кралската радост. До този момент кралицата е имала четири неуспешни бременности, но през 1640 г. ражда второ момче – Филип, по-късно херцог на Орлеан. Това не подобрява отношенията между съпрузите.
Луи и Филип са наследници на цяла плеяда бележити европейски владетели – техни дядовци са Анри ІV Френски (основателят на династията Бурбони) и Фелипе ІІІ Испански от рода на Хабсбургите. Така че те са по около 25% с френска и испанска кръв. Те са също така далечни наследници на Карл V, Фридрих Барбароса, Луи ІХ Свети, Юг Капет и бургундския херцог Шарл Смели.
Първоначално възпитанието на бъдещия крал е поверено на две гувернантки – Франсоаз дьо Лансак и Картрин дьо Сенсе. През 1646 г. негов учител става Никола дьо Вилроа – високопоставен аристократ, пер и маршал на Франция. Луи се сприятелява с неговия син, Франсоа, също бъдещ маршал. Образованието, което получава обаче не е достатъчно добро за кралското му положение, а това ще окаже своето въздействие в решителни моменти от живота му.

## Крал на Франция (1643 – 1715)

### Под регентство на Анна Австрийска (1643 – 1661)
През 1643 г. Луи ХІІІ усеща приближаването на смъртта и урежда въпросите за властта във Франция до възмъжаването на сина си. Като вижда липсата на управленски умения у съпругата си, той не я превръща в единствен регент, а повелява да се създаде регентски съвет, начело с нея. Веднага след смъртта му по молба на кралицата Парижкият парламент анулира завещанието и я провъзгласява за единствен регент. Ана отстранява дотогавашните водещи министри и прави пръв министър италианския кардинал Мазарини. Той здраво окупира властта и дори след като достига пълнолетие през 1651 г., Луи продължава да бъде на заден план и всъщност да няма достъп до вземането на решения. Тя настоява пред него да продължи политиката на Ришельо на противопоставяне на Испания, за да може да предаде на сина си силна държава. Така тя предприема стъпки против собствените си роднини, виждайки, че интересите на страната го изискват. Отново разумно, тя запазва на поста му канцлера Пиер Сегюе (неин стар противник) и така осигурява продължение на поетия курс.

#### Вестфалски мирен договор
През 1648 г. Ана Австрийска и Мазарини договарят Вестфалския мирен договор, с което нанасят на Хабсбургите голямо унижение: той дава независимост на Обединените провинции (Нидерландия) и на Швейцария, с което територията на Свещената римска империя значително се намалява. Автономията на германските държави се превръща във фактическа независимост. Франция получава трите епископства Мец, Тул и Вердюн и земи в Елзас. Така свършва Тридесетгодишната война, но не и войната с Испания. Тя се води до 1659 г. с променлив успех, но завършва с френска победа. По Пиренейския мир Испания отстъпва на Франция областите Артоа и Русийон, но по-важно за младия крал е, че там се договаря брака му с испанската принцеса Мария Тереза. Сватбата се състои през 1660 г. Тя не е по любов, а чисто политически акт, наложена е от победителя на победения. С нея Луи придобива права над испанското наследство, тъй като в този момент принцесата е пряк наследник на стария си баща. По-късно Луи ще се възползва пълноценно от това, което предшествениците са му дали.

#### Фрондата
Средата на ХVІІ столетие е преломно време, в което се решава съдбата на европейските държави – ще продължат ли да бъдат предимно феодални и слабо централизирани или ще преминат към концентрация на властта. Във Франция Луи ХІV изгражда своя абсолютизъм, но за пет години между 1648 и 1653 неговите регенти са изправени пред перспективата да загубят битката с центробежните сили. Този период на революционна активност се нарича Фронда.
Това се случва в резултат от дотогавашната политика на кардинал Ришельо и на регентството за засилване на държавната власт за сметка на големите аристократи и на местните парламенти. Когато Мазарини решава да обложи с данък членовете на Парижкия парламент (орган със съдебни функции, който обаче може да одобрява кралските декрети и да протестира срещу онези, които не му харесват), омразата към чужденеца приема форма на въоръжено въстание. Така започва Фрондата на парламентите, която е предимно конституционен конфликт, съпроводен от бунтове на градските бедняци. Тя завършва скоро, продължена от Фрондата на принцовете. По това време много от силните аристократи могат да съставят лична армия и да поставят с нея исканията си. Водени от принц д’Енгиен (известен като Великия Конде), герой след победата си при Ланс през 1648 г. те искат свалянето на италианеца и възстановяване на привилегиите им. На два пъти (февруари-декември 1651 и август 1652-февруари 1653) правителството с регентката и младият крал трябва да бягат от Париж, за да спасяват живота си. Проблемът на принцовете е, че нямат ясни искания и не успяват да развият постигнатите успехи. През 1653 г. тяхното недоволство замира и Фрондата приключва.

#### Коронация
Този епизод от царуването на Луи ХІV има съществени последици. Той отлага коронацията на краля с три години (в 1654) и предизвиква у него такова разочарование, че става основа за последвалата централизация на властта. Тя има роля за неговото убеждение в божествения произход на кралската власт, както и за решението му да не остане в Париж, а да премести резиденцията си във Версай.

### Самостоятелно управление (1661 – 1715)

#### Изграждане на абсолютната монархия
Със смъртта на кардинал Мазарини през март 1661 г. започва личното управление на Луи ХІV. Поучен от последните четири десетилетия, 22-годишният крал обявява, че ще управлява без пръв министър. Той смята също така, че не бива да се назначават повече чужденци или висши духовници или аристократи на толкова високи постове. Луи е подготвен да управлява най-многолюдното кралство в християнска Европа само донякъде. Най-силната му страна е неговата голяма енергия, отговорното разбиране, че благоденствието на поданиците му зависи само от него, за което той е готов да работи неуморно. Както сам пише, „Аз трябва да съм информиран за всичко, да чувам гласа на всеки мой поданик, винаги да знам качеството и броя на моите войски, състоянието на всяка крепост, да напътствам по всеки повдигнат въпрос“. Той умее да подбира хората, с които управлява, знае на кого да се довери. Интелигентен е, а задачата му да превърне Франция в монолитна сила изисква тъкмо това. Луи е убеден, че правото му да властва е дадено само и единствено от Бог и по този начин то е неоспоримо. Никой (личност или институция) не може да ограничава правото на краля да управлява. В своето известно произведение Istructions pour le Dauphin, писано като наставления към сина му преди 1667 г. той твърди, че „този, който дава кралете на хората, иска те да бъдат уважавани като негови наместници и запазва единствено за себе си да оценява тяхното поведение“. Негов съветник в това отношение е епископ Жак Босюе – теолог, който е достатъчно просветен, четейки Томас Хобс и Жан Боден, за да убеди краля, че несъмнено е прав да иска абсолютно цялата власт за себе си. Философията на неговото управление се изразява най-добре от прочутата му фраза „L’État – c’est moi!“ (Държавата – това съм аз!), произнесена на 13 април 1655 пред Парижкия парламент. Макар да има съмнения, че това действително се е случило (не се открива в архивите на институцията), нейното приписване на краля сполучливо отразява същината на речите му.

#### Централизация на властта
Когато Луи ХІV поема властта, Франция няма нищо общо с днешната представа за държавите. Тя е съвкупност от провинции с различен статут, различни вътрешни закони и отделени с митнически бариери. Провинциите не са еднакви по размер, някои като Бретан и Бургундия (присъединени през ХV в.) са почти оформени нации. Във Франция има градове републики (Лил, Страсбург), други като Артоа, Бургундия и Лангедок имат щати, които възпрепятстват кралската воля. Епископствата Мец, Тул и Вердюн налагат мита към Франция, но не и към останалия свят. Французите дори не говорят общ език дотам, че различните езикови общности почти не се разбират. Освен двете главни групи – ланг'дойл и ланг'док – се говори също бретонски и баски.
През своето управление Луи успява да изгради от французите обща нация, макар че това са по-скоро естествени, отколкото целенасочени резултати. Войните, водени често срещу цяла Европа, премахването на най-големите различия между провинциите, въвличането на все повече хора в общите начинания на короната – това сплотява този разнолик народ повече от всичко друго. Наред с провинциите, формално управлявани от губернатори, Луи въвежда и генералитети, начело на които поставя свои верни интенданти. Те са по-малко и границите им не съвпадат съвсем с тези на провинциите. От 1667 до 1685 г. са издадени пет общи законника (Граждански, Наказателен, Морски, Търговски и Черен за колониите), които стоят по-високо от местните правила и съдилища, макар че това не отменя веднага съществуващия регионализъм. Пак през 1673 г. Луи отнема на парламентите правото да одобряват кралските решения и така ги лишава от цялата им тежест. С това той извършва истинска правна революция, непозната до този момент в Европа.
Големите аристократи (принцовете от кралския род, херцозите и т. н.) изгубват много от влиянието и духа си в резултат на Фрондата. Луи отказва да ги допусне в механизма на управлението, но ги привлича на своя страна с безгрижен и разкошен живот в двора (в новия дворец Версай, достатъчно голям, за да ги събере), с бляскава дипломатическа и военна кариера, с чинове, титли и пенсии в непознати мащаби. Той разчита на чиновническата аристокрация (аристокрацията на тогата), която произлиза от буржоазията, но му е много по-вярна. До най-високите нива на управлението достигат умни представители на третото съсловие като Жан-Батист Колбер – самият той с голяма роля в процеса на централизация. Най-важен управляващ орган става Върховният съвет (Coseil d’en haut), извадка от традиционния Кралски съвет, където 4 – 5 най-доверени лица направляват курса на страната. В началото това са Колбер, Мишел льо Телие и Юг дьо Лион, а по-късно маркиз дьо Лувоа, маркиз дьо Сеньоле, Арно дьо Помпон и др.
В стремежа си към централизация на властта кралят поставя под още по-строг контрол църквата, която и без това му е лоялна. Той изисква от папата да събира régale (църковния данък) и издава Галиканските разпоредби, които потвърждават казаното в Болонския конкордат от 1516 г., че кралят назначава висшите духовници. През 1685 г. Луи прави необмислената постъпка да отмени Нантския едикт, който гарантира правата на хугенотите (френските протестанти). Вярвайки, че така отстранява поредните пречки пред необятната си власт, той прогонва част от най-работливото население на страната. Наред с преувеличената цифра 800 000 души сериозните изследователи посочват между 160 и 200 хил. напуснали, както и 700 хил. останали и приели католицизма.

#### Реформи: Колбер и Лувоа
Луи знае, че за да гарантира абсолютната си власт, се нуждае от стабилни финанси, а опитът на ранните модерни държави (Испания при Фелипе ІІ, Англия при Чарлз І) показва, че без цялостна реформа данъчната система не отговаря на повишените нужди. За негов късмет той разполага с Жан-Батист Колбер (1619 – 83) – може би най-способния му министър. Колбер заема поста суперинтендант на финансите, отговаря за търговията, флота и колониите. Главната му цел е да реорганизира събирането на данъците, което тъне във феодален хаос. Основни данъци като taille и gabelle (върху земята и солта) са намалени. Колбер възлага събирането им на местните интенданти и полага усилия да осуети практиката да се откупуват от частни лица, за да се прекрати произвола. В резултат от държава с дефицит през 1661 Франция балансира бюджета си до 1666 г. Приходите на кралската институция скачат от 80 000 на 5 500 000 ливри.
Колбер внушава на Луи основните идеи на меркантилизма – насърчаване на икономическата активност, съхраняване на доходите във вид на злато и сребро, активизиране на търговията. Той оказва голяма подкрепа на манифактурите, строи внушителен търговски флот и утроява външнотърговския обмен. Активизира колониалната експанзия, Франция става синоним на икономическо могъщество и качествени стоки. „Французите със сигурност му дължат своята индустрия и търговията си, а оттук и изобилието…“, пише Волтер.
В резултат от дейността на Колбер става възможно създаването на силна армия. В началото тя е сбор от различни по националност и предназначение отряди и трудно може да се нарече кралска армия. Военните министри Мишел льо Телие и синът му маркиз дьо Лувоа си поставят три цели: реорганизация, повишаване на бойния дух, повишаване на числеността. Броят на войниците нараства драстично от 72 000 през 1660 до 280 000 през 1678 и до 500 000 към 1712 г. „Моите амбиции ме задължават да поддържам голяма войска…“ пише самият крал. Той може да си позволи да запази армията в мирно време, което е непозната практика в останалите държави. Така той постига по-лесно целите си във външната политика. Реформите включват край на купуването на постове, изготвянето на точна йерархия, подобряване на набора на войници, отделянето на чужденците в свои полкове. Лувоа създава впечатляваща мрежа от военни складове и арсенали, централизира доставките и прави всичко възможно да предотврати злоупотребите с тях. През 1670 г. се въвеждат еднакви униформи за всички войници, което подобрява дисциплината и затруднява дезертирането. Въвеждат се и новости като гранатите и сапьорските части, щиковете, сабите, които заместват рапирите. Геният на обсадната война маршал Вобан открива принципите на рикошетната оръдейна стрелба.

#### Версай
Кралят Слънце има нужда от голям и красив дворец извън Париж, който да надмине старите дворци – Лувър и Пале Роял. Една от причините е споменът от Фрондата и бунтовните столичани, но също така стремежът му към слава и блясък. Вдъхновен от красивия дворец на Никола Фуке Во-льо-Виконт, той знае как иска да изглежда Версай. През втората половина от управлението му Версай е фактическата столица на Франция и остава такъв до революцията от 1789 г. Той е дом на много от френските аристократи, има собствен ритъм и живот.

Версай се намира на около 30 км на югозапад от Париж – местност, която до началото на строежа е представлявала гора. Трудно е да се каже откога там има малка ловна хижа, използвана от кралете, но със сигурност вече съществува в началото на ХVІІ в. През 1624 г. Луи ХІІІ я превръща в „малък дворец“. Когато Луи ХІV започва разширяването, той използва „малкия дворец“. Ръководителят на проекта, архитектът Луи льо Во, прибавя няколко крила – за кухни, за конюшни, а по-късно – за прииждащите аристократи (6 – 7 хиляди, съгласно повечето оценки). Андре льо Нотър става главен градинар с амбициозната задача да създаде най-красивите градини в Европа. Кралят иска в тях да има фонтани, езера, канали, геометрични полета с цветя, декоративни горички. Така те трябва да контрастират с презастроения Париж и с неговите тесни, криви улици. Главната част от двореца се състои от два симетрични апартамента – за краля и за кралицата – свързани от мраморна тераса над градините. Вътрешната декорация е възложена на Шарл Льобрюн, който ръководи екип от художници и скулптори, наричани „малката академия“. След 1678 г. работата по строежа е продължена от Жул Ардуен-Мансар, чиято идея е създаването на прочутата Огледална зала. Освен това като допълнително място за почивка е построен малкият дворец Трианон.
Кралят пребивава в двореца от първите си години и лично следи работата, като изисква да се допитват до него за всяко решение. Той го обявява за официална резиденция на 6 май 1682 г., когато окончателно напуска Париж.

#### Външна политика и войни
През 1661 г. Франция се намира в благоприятна позиция. С успеха си в Тридесетгодишната и във Френско-испанската война тя не само е защитила протестантските сили, но и е унижила Хабсбургите. Тя има много съюзници и е уважавана и от приятели, и от врагове. За първи път от век и половина не Хабсбургите доминират в Европа, а Бурбоните. Луи ХІV не може да не се възползва от възможностите, които тази ситуация му дава. Той иска да вземе това, което смята, че му се полага (най-вече от Испанското наследство) и не очаква съпротивата, която се надига срещу него. От друга страна, малките европейски държави бързо осъзнават, че Франция се превръща в заплаха и се организират срещу нея. Възникват непознати съюзи. Луи може да избира: да запази ли уважението към Франция, като не проявява агресия или да рискува войни с всички с голяма вероятност да спечели. Познавайки характера му, логично е, че той избира второто. Трудностите, които го сполетяват, не са малки, но резултатът е налице – прибавени са значителни и при това важни територии, оформящи днешния вид на френската държава.

### Възход на френската сила (1661 – 1678)

#### Луи ХІV и Испания
Според Пиренейския договор Мария-Тереза се отказва от всички права върху испанския престол за себе си и за всичките си наследници. Мазарини обаче обвързва отказа с изплащането на зестрата от 500 000 екю. Тъй като тя никога не е платена, Луи ХІV и неговите съветници считат отказа за невалиден. При сватбата през 1660 г. принцесата е наследник на престола, но през 1661 г. баща ѝ Филип IV ненадейно се сдобива със син. Това е Карлос II – умствено и физически недоразвит, плод на дългогодишната политика на испанските Хабсбурги да се женят с най-близките си роднини. В началото това дете предизвиква разочарование във Франция, но настроението се възвръща, защото всички вярват, че то ще умре скоро – както десетки други случаи в онази епоха. Карлос обаче се оказва неподозирано издръжлив, преживява първите си години и постепенно се закрепва. От 1665 г. той е крал на огромната испанска монархия, макар че е същинска гротеска. Луи решава, че може да премине в настъпление.
Неговите юристи откриват, че в две нидерландски провинции (Брабант и Ено) все още действа старото деволюционно право, според което първородното дете, независимо от пола, наследява родителите си. От името на съпругата си той иска тези провинции. Проведена е внимателна дипломатическа подготовка – Юг дьо Лион сключва нови съюзни договори с Обединените провинции, Дания и Швеция. На 24 май 1667 г. 35-хилядна армия начело с маршал дьо Тюрен навлиза в Нидерландия и поставя началото на Деволюционната война. Той лесно превзема Шарлероа, Турне и Лил, а по-късно – Сент Омер и Ат. Французите не срещат полева съпротива от испанските власти. Луи лично участва във войната и спокойно взема със себе си много от придворните си, включително кралицата и две любовници. През 1668 г. следваща жертва на негова агресия става областта Франш-Конте (едната част от Бургундия, която от края на ХV в. остава под властта на Хабсбургите). Показателно за френската ефективност е, че операцията започва на 3 февруари, а завършва с пълното покоряване на областта 16 дни по-късно.
За първи път френски действия против Хабсбургите предизвикват притеснения сред европейските държави. И ако Луи вярва, че само продължава борбата против тях, нидерландците, англичаните и дори шведите не одобряват действията му. През януари 1668 г. те сключват съюзен договор против Франция (Тройния съюз) и Кралят Слънце се вижда принуден да спре войната. Възмутен от предателството на своите съюзници, той ще промени посоката на външната си политика, за да ги накаже.
На 2 май в Аахен (Екс-ла-Шапел) е подписан мирният договор. Луи връща Франш-Конте и части от Нидерландия, но задържа 12 крепости, включително Шарлероа и Лил. Победата е негова, но не е това, което е очаквал.

#### Холандската война
Появата на Тройния съюз, наред с проблем, е предизвикателство пред младия френски крал. Той се справя с него бързо и ефикасно, като сключва таен договор в Дувър с Чарлз II и си гарантира военната му подкрепа чрез субсидии. Откъсва и шведите от Нидерландия по същия начин. „Годините между 1668 и 1672 бяха години на подготовка, в които Лион търсеше съюзници, Колбер пари, а Лувоа войници за плановете на Луи“, казва Камий Русе. Така нидерландците се оказват изолирани без да го знаят. Именно тях кралят смята за главни виновници за прекъсването на победната му война с Испания. Толкова добра е подготовката за войната, че малката република не подозира нищо до самото нападение.
През пролетта на 1672 г. Луи, Тюрен и Конде повеждат 120-хилядна армия срещу Обединените провинции. Тя бързо преминава Испанска Нидерландия, на 12 юни се прехвърля през Рейн и на 23 юни влиза в Утрехт. Нидерландците са безпомощни. Освен че армията им е общо 40 хил. души, между тях няма единство. От една страна е Ян де Вит, председател на републиката, от друга – Вилем (Уилям), принцът на Оранж, който командва армията и е наследник на основателите на държавата. На 3 юли отчаяният де Вит отваря шлюзовете на преградните диги и позволява на морето да залее част от провинциите. Това води до размирици, до убийството на де Вит и до издигането на Вилем Орански начело на държавата. Но води също до спирането на французите.
Атаката продължава по море, но обединеният англо-френски флот е разбит от адмирал де Ройтер при Тексел. Голямата победа връща духа на нидерландците. В това време се образува коалиция в тяхна подкрепа, която включва Испания, Австрия, Бранденбург и други германски сили. Постепенно французите прехвърлят войските си в Германия. Там Тюрен постига великолепни успехи и през 1674 и 1675 г. съумява да предпази страната с много по-малки сили. В битката при Сенефе в Нидерландия Конде побеждава съюзниците. Така Луи открива, че е достатъчно силен да воюва против значителна коалиция. През 1675 г. към него се присъединяват шведите и отвличат вниманието на Бранденбург. Самите шведи скоро изпадат в критично положение, но това е далечен проблем за Франция. Месинското въстание, подкрепено от Франция против Испания, също е част от тази война. Разгаря се морска война, в която Абраам Дюкен надделява над обединения нидерландско-испански флот. Но истината е, че войната е решена в Нидерландия, където французите завземат две трети от крепостите.
През 1678 г. всички искат мир, виждайки, че не могат да спрат победния ход на французите. През август и септември се сключват мирните договори в Неймеген, които дават на победителя Франш-Конте и нови земи в Нидерландия – всичко за сметка на Испания, общо 20 000 км2. Нидерландците излизат невредими от конфликта и се превръщат в неумолим френски враг. В тази война чрез дипломация, пари и силни армии Луи се налага, но недоволството от неговите действия видимо нараства.

##### Върхът на могъществото (1678 – 1697)

###### Политика на арогантността
След 1678 г. Луи ХІV е несъмненият хегемон в Европа. Той се възползва от преимуществото си и от голямата си постоянна армия, за да извърши завоевания в мирно време. Действията му през следващите шест години се наричат Réunion или Политика на присъединенията. Изравяйки стари документи чак от времето на Карл Велики, френските юристи обосновават правата на краля върху различни територии по североизточната граница – в Германия и Нидерландия. Специални съдилища – Chambres des Réunions – се занимават с този проблем и отсъждат в полза на Франция. Така Луи бързо слага ръка на Фландрия, Монбеляр, Саарбрюкен, части от Херцогство Люксембург и най-вече на Страсбург (1681 г.). Испанците, нидерландците и императорът (Леополд І) реагират остро, но безрезултатно. Прави се опит за организиране на коалиция и началото на нова война, който пропада, защото през 1683 г. османците нахлуват в Австрия и ангажират цялото внимание на Леополд. При това положение Луи показва склонност към компромиси. Неочакваното нападение от страна на Испания завършва с бързото ѝ поражение и през 1684 г. се стига до примирието в Регенсбург – ощетените сили признават правото на Франция да задържи окупираните територии, а тя се задължава да прекрати тази политика.
В този период Франция се ангажира с борба с алжирските пирати, която не печели за Луи очакваните поздравления. Една акция срещу Генуа през 1684 г. (опустошителен обстрел от страна на линейните кораби и десантна операция) предизвиква гнева на Европа. Причината е, че републиката строи галери за испанския флот. Самият дож е принуден да пътува до Версай, за да се извинява. Когато маркиз дьо Сеньоле го пита какво най-много го впечатлява от новия дворец, дожът отговаря: „Да се озова тук!“ Но най-голямата провокация настъпва през 1685 г. с отмяната на Нантския едикт и отнемането на свободите на хугенотите. Този акт има значение и за външната политика, защото обединява повече от всичко друго протестантските сили. Той е последван от терора на драгонадите – полицейски отряди, изпратени от краля да притискат хугенотите: да напуснат страната или да приемат католицизма. Според най-разпространеното мнение тази политика е предложена от Лувоа, а твърдението на маркиза дьо Ментнон е, че щом е научил, кралят ги е спрял.
Австрийците, макар и католици, подкрепят протестантските държави срещу Луи. Така през 1686 г. се създава Аугсбургската лига, чиято крайна цел е да върне Франция в границите от 1678 г. В нея очевидно липсва Англия, но по това време тя се управлява от Джеймс ІІ – католик и верен съюзник на Луи ХІV. Въпросът е, че в този формат лигата не може да се надява на победа срещу Краля Слънце.

###### Създаване на Великия съюз
През 1688 г. напрежението между Луи ХІV и Аугсбургската лига достига своята кулминация. Двете страни се сблъскват по въпросите за новия архиепископ на Кьолн и за Пфалцкото наследство. На 18 октомври, за да се наложи в Пфалц и за да получи най-после признание за окупираните през Реюниона земи, Луи изпраща армиите си в Германия. Войната, която започва, е известна като Война на Аугсбургската лига, но най-вече като Деветгодишна война. Френският крал има и друга причина да нападне – от 1683 до 1688 г. австрийците отблъскват османската армия от цяла Унгария, навлизат в Сърбия и Влахия. Очертава се огромно увеличение на влиянието им. Има вероятност да изместят Франция от първото място на континента. В този смисъл войната е превантивна – ако получи признание за своите окупации, Луи ще компенсира разрастването на хабсбургската сила.
С Англия на своя страна Луи може да бъде уверен в успеха си. Но през ноември се случва нещо, което преобръща всичките му планове – поканен от парламента, нидерланският щатхалтер Вилем (Уилям) Орански дебаркира в Англия, сваля Джеймс ІІ от трона и го принуждава да бяга във Франция. Така протича Славната революция – събитие с огромно значение в английската история, което се отразява и върху международните отношения. Тя е победа на протестантството, на антифренския курс и на парламентаризма. Луи приема Джеймс във Версай, уверява го, че съвсем скоро ще го върне на трона и му подарява двореца Сен Жермен. За това свое решение той има пълната подкрепа на своето обкръжение и народ.
Вилем Орански (вече Уилям ІІІ) има династични основания към английския престол – той е женен за дъщерята на Джеймс Мери. Той не се интересува от вътрешните работи на страната, за него операцията има за цел единствено да присъедини Англия към Аугсбургската лига. През повечето от управлението си е на континента, воювайки. През декември 1689 г. той присъединява новата си родина към лигата, която така прераства във Великия съюз и Деветгодишната война навлиза в нова фаза.

###### Деветгодишната война
За първи път Луи ХІV се оказва наистина сам срещу Европа и няма друг избор, освен да приеме войната. Разчита на силни армии, талантливи маршали, на здравите си кораби, както и на неразбирателството между съюзниците. Бойните действия се водят в Германия, Италия, Нидерландия и Испания, както и в морето и в Ирландия. По всичките си граници французите имат надмощие и завършват войната на противникова територия. Франция е, както пише Волтер, „мощно, яко тяло, уморено от продължителното напрежение и изтощено от своите победи“. През 1690 г. тя постига три големи победи – херцог дьо Люксамбур разбива съюзниците при Фльорюс, Никола Катина – савойците при Стафарда, а адмирал Турвил унищожава голяма част от англо-нидерландския флот при Бийчи Хед. Луи изпраща войски в католическа Ирландия, водени от Джеймс, но те претърпяват поражение при река Бойн. Френското присъствие остава до падането на Лимерик през 1692 г.
През същата година е организиран десант в Англия и Турвил трябва да осигури морско превъзходство. Но с намаления си флот той е пресрещнат от двойно превъзхождащ го противник и принуден да изостави корабите си в залива Ла Уг. След тази катастрофа всякакви надежди на Джеймс да се върне бързо на престола са изоставени. Сега французите разчитат на корсари като Дюге-Труен и Жан Барт да отвличат търговските съдове на противника и да му нанасят финансови вреди. Тази стратегия действа известно време с голям успех, но не може да предотврати изолацията на страната. През 1694 г., блокирана по суша и море, тя затъва в тежка икономическа криза, стигаща до глад. Нищо не впечатлява повече краля и не го убеждава, че му е нужен мир. През 1696 г. той успява да извади Савоя от Великия съюз и така да ликвидира един от фронтовете. В същата година се случва и друго събитие от голямо значение – значително се влошава здравето на испанския крал. Позабравеният факт, че неговата смърт ще отвори въпроса за испанското наследство, е още една причина да се приключи бързо с войната и да се помисли как ще се осъществи подялбата. Англия и Нидерландия се отдръпват от Хабсбургите, уплашени от перспективата да се слеят владенията им. Те сключват мир с Франция на 20 септември 1697 г. в Рийсвик, където Луи се съгласява да върне всички окупирани земи освен Елзас с град Страсбург. Месец по-късно и Леополд се присъединява към споразумението.

##### Испанският въпрос и краят на величието (1698 – 1714)

###### Има ли Пиренеи?
Легендарната фраза на Луи ХІV „Няма вече Пиренеи“, тоест няма граница между Франция и Испания (Il n’y a plus de Pyrénées), за която се смята, че предизвиква Войната за испанското наследство, е произнесена на 16 ноември 1700 г. Решението да приеме завещанието на Карлос ІІ и да даде испанския трон на внука си Филип д’Анжу е съдбоносно и не е неизбежно. В годините преди това Луи се подготвя за всякакви други сценарии, включително да получи само малка част от наследството на испанската корона. Той и Уилям ІІІ, съзнавайки общата си сила („арбитри на Европа“, ги нарича Филип Ерланже), сключват два договора за подялба. В първия от 1698 г. по-голямата част от наследството се дава на 6-годишния баварски принц Йозеф-Фердинанд, Франция получава само Неапол и Сицилия, а императорът – Херцогство Милано. Това удовлетворява най-вече английския крал, защото никоя велика сила няма да погълне Испания и владенията ѝ, докато Луи е доволен, че ще се избегне войната и ще получи повече от Хабсбургите. За жалост баварският принц умира и се налага нов договор. Той е сключен през 1699 г. при удивителната отстъпчивост на френския крал. Луи се съгласява Испания, колониите, Сардиния и Милано да се дадат на втория син на Леополд – Карл, а неговият собствен внук Филип да получи само Сицилия и Неапол. Императорът възразява, искайки цялото испанско наследство за себе си, но Луи и Уилям заявяват, че ще наложат споразумението си, ако трябва, и със сила.
Тогава внезапно Карлос ІІ оставя завещание в полза на Филип д’Анжу. Смъртта му през ноември 1700 г. поставя Луи пред тежък избор. Той добре разбира колко тежка война му предстои, ако приеме завещанието. Надделява мнението на френския посланик в Мадрид маркиз д'Аркур, който смята, че по-лесно би било да се воюва с една Бурбонска Испания като съюзник, отколкото с протестантска Англия. И така, въпреки споровете дали е произнесъл думите за Пиренеите, неговото решение е в този смисъл. Филип отива в Испания и е обявен за крал на цялата испанска монархия.

###### Войната за испанското наследство
В началото изглежда, че всички се примиряват с избора на Филип д’Анжу за испански крал. Постепенно обаче Великият съюз се възстановява. През есента на 1701 г. австрийците започват военни действия против Франция, а на следващата година войната става пълномащабна. Луи очаква тя да протече по модела на Деветгодишната война, с преобладаващи френски победи, които да компенсират неравенството в човешки и финансов потенциал. Сега обаче се появяват два неочаквани фактора, които създават нова ситуация. Първият е отварянето на война в Испания, която поглъща значителни военни усилия на французите. Вторият фактор се олицетворява от двама гениални генерали на съюзниците – английският херцог Марлборо и Евгений Савойски, на служба при императора. Със своите победи над френската армия те поставят страната пред пълна катастрофа.
В началото цари равновесие – съюзниците побеждават в Италия, а французите в Германия. През 1704 г. се стига до голямото поражение на френската армия при Бленхайм и до капитулацията на нейния важен съюзник – Бавария. Пораженията продължават в Нидерландия – при Рамили (1706) и Уденарде (1708), както и в Италия при Торино (1706). Съюзниците превземат Лил, с което извършват пробив в здравата защитна линия на Вобан. Те вече могат да напреднат безпрепятствено към Париж. В отчаянието си Луи ХІV започва преговори и получава сурови условия: да се откаже от всичко завладяно след 1648 г. и да съдейства за прогонването на внука си от Мадрид. Той използва исканията на съюзниците, за да пробуди патриотизъм у населението и да състави нова армия. Този път начело поставя опитния маршал Вилар. В битката при Малплаке през 1709 г. (най-кървавата битка до края на ХVІІІ в.) той удържа натиска на двамата генерали и спасява страната.
Междувременно в Испания бушува друга война. Кастилците подкрепят Филип, но северозападът подкрепя Карл. Англичани, австрийци и французи изпращат армии да защитават правата на своя кандидат. Карл два пъти влиза в Мадрид и два пъти се налага да бяга. Серия победи на французите – Алманса, Бриуега и Вила Висиоса – накланят везните в полза на Филип. През 1714 г. той превзема Барселона и се налага като испански крал.
През 1711 г. австрийският претендент Карл става император и подкрепата на Англия и Нидерландия рязко спада. Скоро след това Марлборо е свален от постовете си и Англия започва да търси мир. Вилар се възползва и през 1712 г. нанася последно поражение на съюзниците при Денен. Останал сам, Евгений Савойски не може да принуди Франция към приемане на условията му. Войната отива към своя логичен завършек.

###### Договорите в Утрехт и Ращат
През пролетта на 1713 г. в нидерландския град Утрехт се сключват първите мирни договори на войната. От едната страна преговарят Франция и Испания, а от другата – Великобритания, Нидерландия и Савоя. Филип е признат за испански крал, но е договорено от империята му да се отделят Неапол, Сицилия, Сардиния, Милано и Нидерландия. Той се отказва от всичките си права върху френския престол. Франция не загубва никакви територии, но все пак търпи известни унижения. Тя се съгласява да разруши укрепленията на Дюнкерк – главно средище на корсарите през войната. През септември 1714 г. в нов договор в Ращадт и Австрия приключва войната си с Франция. Тя обаче остава във война с Испания и не признава Филип за крал. Това ще доведе до нови военни действия през 1717 и 1718 г., но тогава Луи ХІV вече е покойник. Така той успява да изведе Франция цяла и непобедена от ужасяващо тежка война и да я остави стабилна на приемниците си.

## Луи ХІV и изкуството
Епохата на Луи ХІV съвпада с разцвет на френската култура, наречен класицизъм. Това не е случайно – кралят се изживява като патрон на изкуствата, щедро насърчава художници, поети, драматурзи, скулптори и архитекти. Имайки добър усет за изкуството, той леко преценява способните творци. Целенасочено използва техните таланти, за да изгражда такъв образ пред народа и останалите държави, който да обслужва неговата концепция за абсолютна власт. Постепенно се създава машината на кралската пропаганда. Френският крал въвежда използването на личния образ като опора на властта – маниер, непознат дотогава от времето на Римската империя и продължен след това от редица други владетели.
Изчислено е, че той има над 300 портрета, повечето идеализирани и в тях са избегнати следите от едрата шарка, която кралят прекарва през 1647 г. Представян е като римския бог Аполон и като Александър Велики. С напредването на възрастта идеализацията става по-трудна и портретите са по-реалистични, особено в творбите на Хиацинт Риго. През 80-те години са издигнати около 20 статуи на краля в Париж и по-големите градове с цел пропагандата да стигне до обикновените хора. Кралят взема със себе си художници на бойните полета, които го представят като действителен командващ и като герой, винаги на кон. След победите си издига триумфални арки – също непознато от времето на Римската империя. С усет за историята, той поръчва картини за всяко важно събитие в управлението му. Днес те са важен извор за изучаването на епохата. Голяма роля за утвърждаване на кралския авторитет има и новият дворец Версай. Строежът на дворци е традиционен прийом за новите владетели, но Версай е значително по-голям и бляскав от всичко познато дотогава. Той става модел за подражание на други дворци – Бъкингам, Шьонбрун, Сансуси. В него осезаемо заляга темата за слънцето – любим символ на Луи ХІV.
Луи познава лично повечето творци от своето време. Взема ги в двора си и на войните. Самият класицизъм се развива по вкуса на краля и отразява неговия характер. Само теоретично той се опира на Рене Декарт и неговата максима „мисля, следователно съществувам“. Писателите избират за герои емоционални личности, разкъсвани от дилеми и екстравагантни външно. Основният въпрос пред тях е за добротата, идваща от Бог – въпрос психологически и морален. Стилът на изразяване е директен и изящен, както иска Луи. Затова преуспяват майстори на перото като Молиер, Расин и Жан дьо ла Брюер. Тук роля има и Френската академия, основана през 1635 г., която следи за съвършенството на езика.
В изобразителното изкуство господства рационализмът на епохата, което го отличава от емоционалния характер на испанската живопис. Все пак художниците са различни. Никола Пусен, който живее преди управлението на Луи, твори скромно в малката си къщичка, докато Шарл Льобрюн иска „кралска резиденция, лукса на богатата държава, помощници, милостта на краля, патронажа на министър и всеобщото одобрение“. При Льобрюн се вижда как естетиката на класицизма отстъпва пред емоцията на същинския барок. Макар и почитател на Пусен, той се отдалечава от него. Третият голям художник на епохата е Пиер Миняр – изтънчен портретист, критикуван от Льобрюн, който не приема изпълнението на творбите му в твърде угоден за краля стил.

## Личен живот и семейство

### Мария Манчини
Първата любов на Луи ХІV, още при регентството, е племенницата на кардинал Мазарини – Мария Манчини. Младата жена е „умна, жизнена и привлекателна“ и оказва благотворно влияние върху него, събужда интерес към литературата и поезията. Кралят е готов да се ожени за нея и моли за това майка си и кардинала, но получава категорична забрана. По това време те вече имат планове за брака му с Мария-Тереза и се налага той да преодолее слабостта си, за да постъпи както му повелява дългът. Така още в младите си години той преживява страшно разочарование, което вероятно го научава да бъде предпазлив в любовните си връзки.

### Мария-Тереза Испанска
В сравнение с младата италианка, Мария-Тереза е безлична, простовата и некрасива, обладана от единственото желание да е вярна на царствения си съпруг. Той вижда, че е неспособна и не желае да сподели с него публичната част на кралското достойнство, което също го резервира. В началото кралят опитва да бъде само с нея, но бързо се отегчава. Все пак, въпреки многобройните си връзки, които афишира без срам, той продължава да намира време за нея и поне два пъти месечно да споделя леглото ѝ. От брака с нея Луи има шест деца, но само първото доживява зряла възраст и на свой ред има поколения. Това е Луи, който в петдесетгодишния си живот е дофин на Франция, без да доживее да стане крал. Затова е наричан Le grand dauphin (Великият дофин).
Луи ХІV не харесва единствения си законен син, смята го за муден и недостоен да го наследи. Дофинът се жени за баварската принцеса Мария-Анна Виктория и на свой ред има трима сина, един от които е Филип д’Анжу, бъдещият испански крал.

### Луиз дьо Лавалиер
Първата фаворитка на Краля Слънце е красавицата Луиз дьо Лавалиер. Тя пристига в двора като придворна дама на Хенриета Английска – първата съпруга на Филип Орлеански. Скоро кралят е привлечен от англичанката и Ана Австрийска решава да използва Лавалиер като параван, за да прикрие слабостта на сина си. Планът излиза успешен, Луи се влюбва в чаровната придворна дама и след смъртта на майка си през 1666 г. открито обявява извънбрачната си връзка. С това прибързано действие обаче той влошава отношенията си с Луиз, която не харесва публичността. Конфликтът между тях се решава лесно, когато в двора се появява нова красавица – омъжената мадам дьо Монтеспан. Кралят бързо се преориентира към нея, а Луиз намира утеха в религията и през 1674 г. се оттегля в кармелитски манастир.
Тя ражда пет деца на Луи ХІV – три починали в детска възраст, едно момиче – Мари-Ан дьо Бурбон (1666 – 1739) и Луи, граф Вермандоа, починал млад през 1683 г.

### Мадам дьо Монтеспан
Франсоаз-Атенаис дьо Монтеспан (1640 – 1707) е най-продължителната и най-известната метреса на Луи ХІV. Нейното „царуване“ като „истинска кралица на Франция“ продължава от 1667 г. до края на 70-те, когато „Аферата с отровата“ кара Луи да охладнее към нея. Макар и от 1663 г. да е омъжена за маркиз дьо Монтеспан, тя без притеснения се стреми да измести Луиз дьо Лавалиер от мястото ѝ. „Мургава, с големи сини очи, гърбав нос, малки червени устни, равни зъби, нежни ръце и пухкава, но красива фигура“ – така я описва Винсънт Кронин.
През 1667 г. тя за първи път танцува с краля и оттогава пътят към върха е отворен. Луи прикрива връзката си с нея през първите две години, от благоприличие, а след оттеглянето на Луиз от двора, я афишира открито. Мадам дьо Монтеспан ражда на краля седем деца, първото през 1669 г. Най-важни са трите момчетата: Луи-Огюст, херцог дю Мен (1670 – 1736), Луи-Сезар, граф дьо Вексан (1672 – 1683) и Луи-Александър, граф дьо Тулуз (1678 – 1737). Те са жизнени и интелигентни и видимо се отличават от дофина. Впоследствие Луи ги признава, дава им името дьо Бурбон, а преди смъртта си дори ги включва в завещанието си.
Началото на края на Монтеспан поставя „аферата с отровата“ през 1677 г. Причината е, че вниманието на краля е привлечено от нова красавица, госпожица дьо Фонтанж. Появява се подозрение, че е отровена, и то именно от „властващата кралица“. През 1681 г. Фонтанж умира без видима причина и съмненията отново се насочват към Монтеспан. Нищо не може да се докаже, а днес се смята, че смъртта е настъпила по естествени причини. Така или иначе, Монтеспан остава на заден план. Неочаквано кралят се сближава с нейната приближена, по-възрастната от него мадам дьо Скарон, по-късно известна като маркиза дьо Ментнон.

### Мадам дьо Ментнон
Всъщност истинското ѝ име е Франсоаз д’Обинье, внучка на Агрипа д’Обинье, приятел на Анри ІV. Хугенотка по рождение и преживяла огромна бедност, тя е наета от Монтеспан като възпитателка на децата ѝ от краля. Вдовица на поета Пол Скарон, тя е умна и благовъзпитана. Когато Монтеспан слиза от сцената, Луи ХІV я замества с нови красиви момичета, но никое не се задържа дълго на върха. Междувременно той е привлечен от нейния ум и дълго разговаря с нея, все по-впечатлен. Тъй като тя не е красива, той сам се чуди защо го привлича и физически. Цели две години тя не го допуска в леглото си, но накрая се предава.
През януари 1684 г., след смъртта на Мария Терезия, те се женят тайно, но всъщност всички са наясно с положението. За съжаление тя не може да има деца и се грижи за неговите като свои. Кралят се вслушва в нейните съвети и често я кани на съвети от най-високо равнище. Подарява ѝ титлата маркиза дьо Ментнон, а тя ограничава разкоша на двора, намалява баловете, въвежда повече религиозен дух. Заради това е ненавиждана от много придворни.
Смята се, че тя убеждава краля да отмени Нантския едикт, за да обедини народа си в религиозно отношение. Не възразява от време навреме той да се забавлява с млади фаворитки и знае, че никоя не може да я измести. Организира и известния пансион за девойки в Сен Сир, където те се учат да бъдат добри съпруги.
Мадам дьо Ментнон надживява краля с четири години и умира през 1719 в Сен Сир.